# Tjekero Tweya

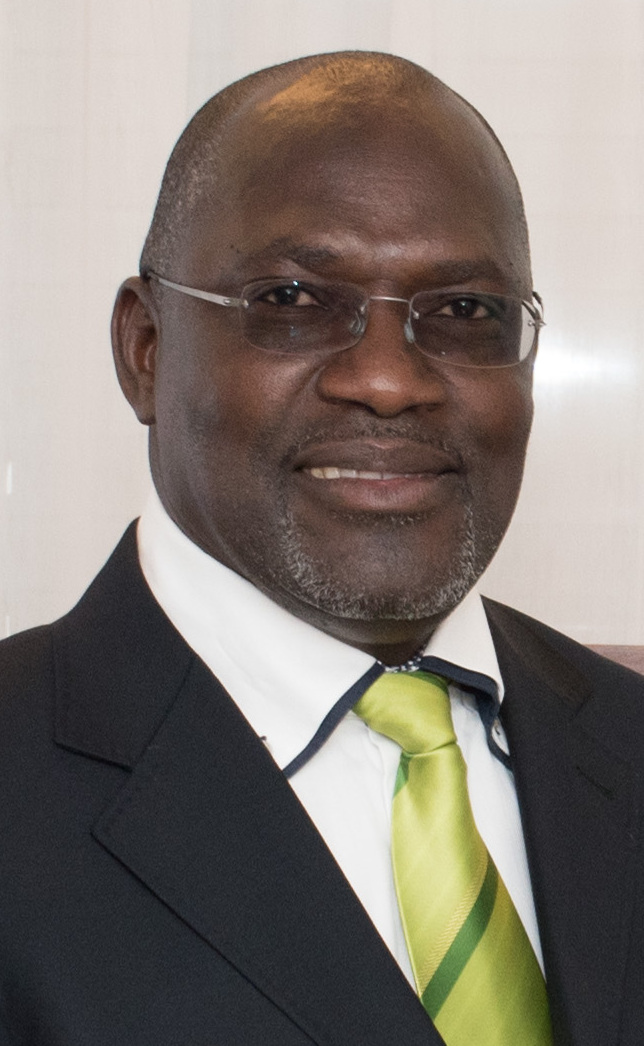
Tjekero Tweya (2016)

Tjekero Tweya (* 18. Juni 1960 in Shamundambo, Südwestafrika, heute Namibia) ist ein namibischer Politiker der SWAPO. 
Tweya war von 2015 bis 2018 Kommunikationsminister und ist seitdem Handels- und Industrieminister seines Landes. Im Kabinett Pohamba II war er zwischen 2010 und 2015 bereits in diesem Ministerium als Vizeminister tätig.
Tweya hatte nach seinem Beitritt zur SWAPO mit 15 Jahren zahlreiche hochrangige Posten bei namibischen Staatseinrichtungen inne. Als ausgebildeter Lehrer war er zwischen 1989 und 1994 an zahlreichen Schulen tätig.